# موزس سيشون
موزس سيشون (بالإنجليزية: Moses Sichone)‏ (31 مايو 1977 زامبيا - ) هو لاعب كرة قدم زامبي، شارك في كأس الأمم الأفريقية 1998.

## روابط خارجية
- موزس سيشون على موقع الاتحاد الدولي (مؤرشف)  (الإنجليزية)
- موزس سيشون على موقع قاعدة بيانات كرة القدم.إي يو (الإنجليزية)
- موزس سيشون على موقع بيانات كرة القدم. دي إي (الألمانية)
- موزس سيشون على موقع ناشيونال فوتبول تيمز (الإنجليزية)
- موزس سيشون على موقع عالم كرة القدم.نت (الإنجليزية)